# Rzadkwin
Rzadkwin – wieś w Polsce położona w województwie kujawsko-pomorskim, w powiecie mogileńskim, w gminie Strzelno.
W 1868 w Rzadkwinie urodził się Andrzej Rojewski, rotmistrz Wojska Polskiego, odznaczony Orderem Virtuti Militari.

## Podział administracyjny

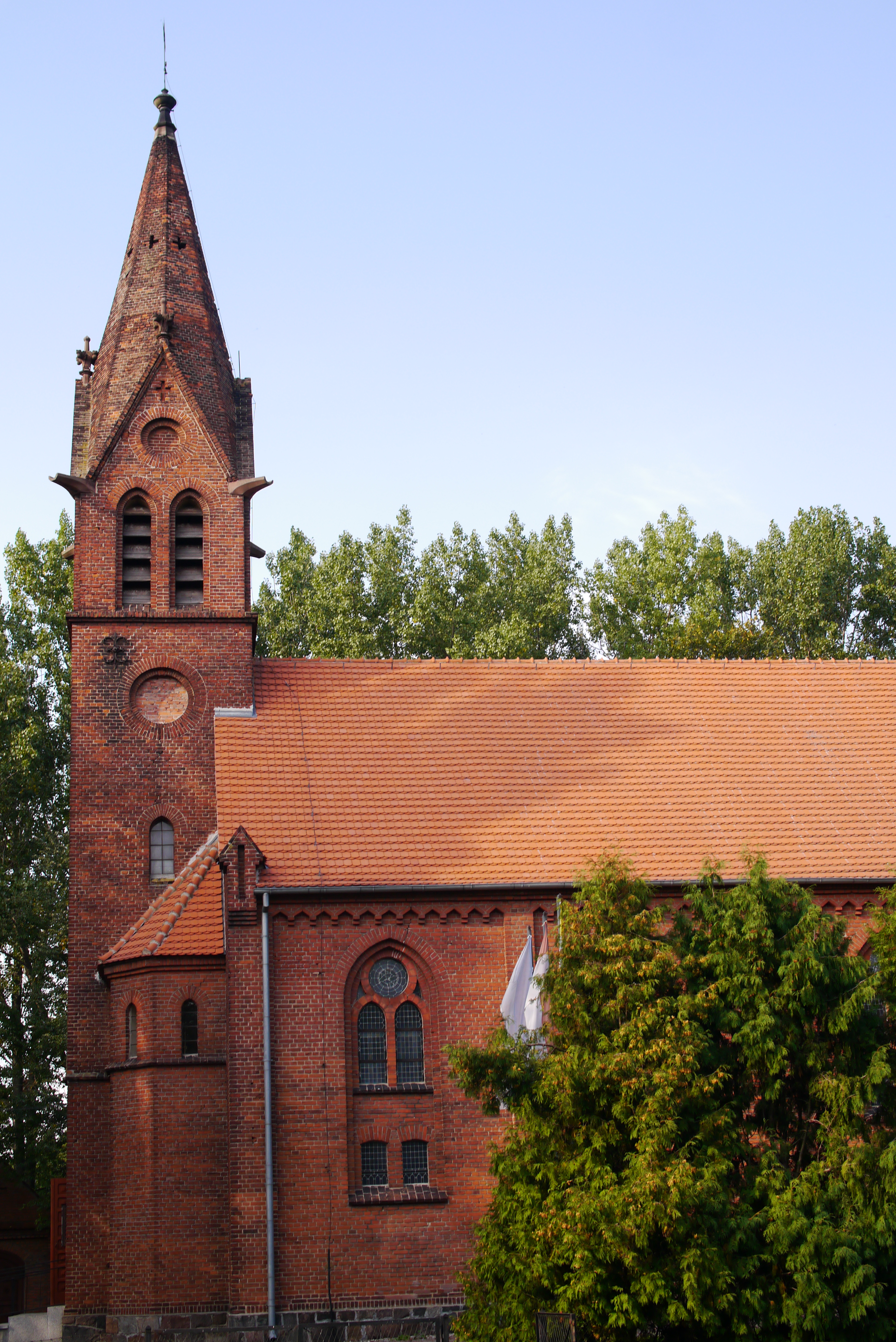
Kościół pw. św. Rocha

W latach 1975–1998 miejscowość administracyjnie należała do województwa bydgoskiego.

## Demografia
Według Narodowego Spisu Powszechnego (III 2011 r.) liczyła 324 mieszkańców. Jest ósmą co do wielkości miejscowością gminy Strzelno.

## Zabytki
Według rejestru zabytków NID na listę zabytków wpisane są:
- kościół parafialny pw. św. Rocha, lata: 1878-1882, nr rej.: A/845/1-2 z 31.05.1996
- plebania, lata: 1845-1847 i 1929, nr rej.:  A/845/1-2 z 31.05.1996
- zespół dworski z 2. połowy XIX w., nr rej.: A/422/1-2 z 14.09.1994: dwór i park